# Elephantomyia tetracantha
Elephantomyia tetracantha är en tvåvingeart som beskrevs av Alexander 1954. Elephantomyia tetracantha ingår i släktet Elephantomyia och familjen småharkrankar. Inga underarter finns listade i Catalogue of Life.